# 金属电极无引线端面

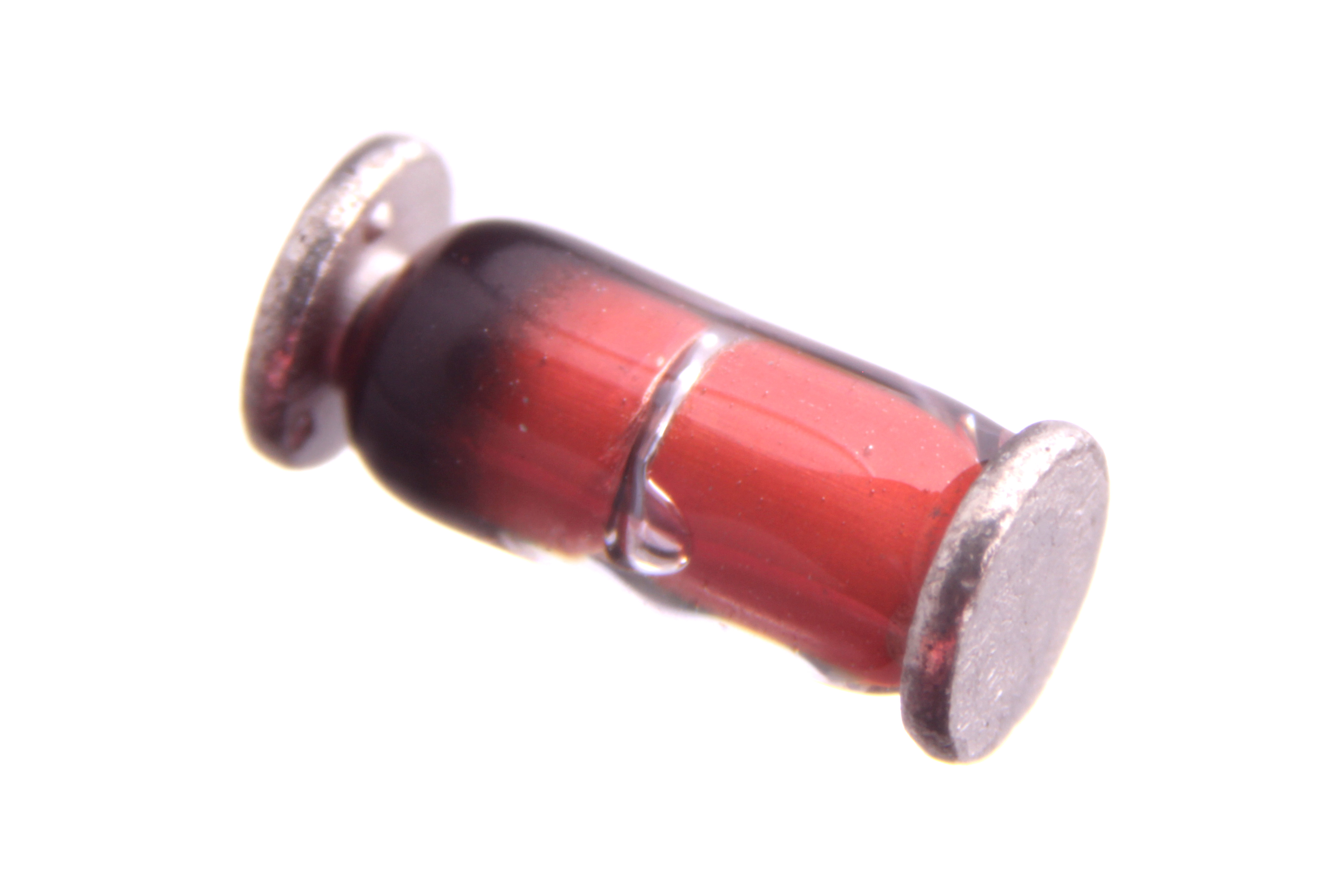
MiniMELF二极管

金属电极无引线端面（英語：Metal Electrode Leadless Face）是一种圆柱形状，两端电极金属化的表面安装电子元器件封装，通常是二极管或电阻。
EN 140401-803与DO-213标准规定了多种MELF元器件的规格：
- MELF 0207，长：5.8 mm，直径：2.2 mm，功率：1.0 W，最大电压：500 V
- MiniMELF 0204，长：3.6 mm，直径：1.4 mm，功率：0.25 W，最大电压：200 V
- MicroMELF 0102，长：2.2 mm，直径：1.1 mm，功率：0.2 W，最大电压：100 V

MELF电阻的中文名稱也叫做無引腳電阻，或是無腳電阻。晶圓電阻的名稱由來是在1995年，由電阻生產廠商第一電阻電容器股份有限公司(Firstohm)]已故董事長李正宗首次命名，其後業界流傳並且廣為使用晶圓電阻的名稱說法。當今市場上大多數晶圓電阻的應用是在電源、通信、醫療、儀表、汽車、照明、工業自動化等等領域。
MELF元件與電路板的接點是用表面黏著技術(SMT : Surface Mount Technology)將電阻本體固定在電路板上，這與傳統有兩隻腳的插件電阻不同的地方在於使用SMT機器更加快速、精準、有效率。其表面黏著技術與片式貼片電阻(Chip Resistor)相同，並且在相同的功率範圍具有相對應的大小可互相取代，因此，增加了使用方便性。

## 优点
晶圓電阻在機械特性或電子特性上明顯優於片式貼片電阻，例如 : 抗震、不易變形、熱阻低、散熱快、耐熱衝擊、適合工業或長期在惡劣的環境中使用。

## 缺点
由于MELF元器件的尺寸小且外形为圆柱，在工作台手工焊接电路时难以将其固定，而在使用贴片机自动组装时也必须使用专用的吸嘴才能避免该问题。